# Gymnomyza viridis
Espèce
Statut de conservation UICN

 LC  : Préoccupation mineure
Gymnomyza viridis est une espèce de passereaux endémique des îles Fidji.

## Taxonomie
À la suite de l'étude phylogénique d'Andersen et al. (2014), le Congrès ornithologique international, dans sa classification de référence (version 5.2, 2015), sépare les deux sous-espèces Gymnomyza viridis viridis et Gymnomyza viridis brunneirostris qui deviennent deux espèces distinctes, Gymnomyza viridis et Gymnomyza brunneirostris. Quand elles étaient réunies dans le même taxon (aussi nommé Gymnomyza viridis), celui-ci avait pour nom normalisé CINFO Méliphage vert.